# Douglas C-47 Skytrain
Douglas C-47 Skytrain est la désignation officielle donnée par l'United States Army Air Forces à la version militaire la plus construite du DC-3. Avion de transport polyvalent, robuste et d'entretien aisé, il fut utilisé sur tous les fronts durant la Seconde Guerre mondiale. 
Baptisé Dakota par la Royal Air Force, qui avait utilisé des DC-3 avant les premières commandes militaires américaines, il fut affectueusement surnommé Gooney Bird par ses équipages américains. Le C-47 était construit dans deux usines spécialement créées pour lui, à Long Beach, en Californie, et Oklahoma City, dans l’Oklahoma, et le lieu de production de chaque appareil était indiqué dans l’appellation complète des appareils par les lettres 'DL' (Long Beach) ou 'DK' (Oklahoma City).

## Une adaptation du DC-3 aux besoins de l'armée américaine
Désigné DC-3A-360 chez Douglas Aircraft Company dans sa version initiale, le C-47 avait une cellule pratiquement identique à celle du bimoteur civil, mis à part une légère modification de la section centrale de voilure qui accroissait l’envergure de 1,83 m. Curieusement, la capacité des réservoirs d’aile était réduite de 882 à 804 gallons US (3 043 litres au lieu de 3 338 sur le DC-3), mais huit réservoirs souples de 378 litres pouvaient être installés dans le fuselage pour les convoyages. Les 200 premiers appareils construits ne disposaient pas de crochet de remorquage pour planeur, dispositif qui fut ensuite standardisé, modifiant l’aspect de la pointe arrière du fuselage et surtout réduisant la longueur hors-tout de l’avion de 2,74 m. 
La porte latérale avant gauche était conservée ainsi que la soute à bagages avant à laquelle elle donnait accès, celle-ci étant transformée en poste de radionavigateur. Un astrodôme faisait son apparition au-dessus du fuselage à ce niveau. Instrumentation et commandes de vol ne subissaient pratiquement pas de modifications.
La principale différence était bien entendu l’aménagement de la cabine, le Skytrain se voulant un appareil affecté au transport de fret ou de troupes. 28 hommes pouvaient s’asseoir sur des bancs métalliques articulés le long du fuselage, soit de chaque côté deux sections de cinq hommes à l’avant et une section de quatre à l’arrière. En repliant ces bancs, il devenait possible d’installer 24 civières sur trois niveaux. Les parois du fuselage étaient bien entendu dépourvues d’habillage isolant et insonorisant, et chaque hublot (sept à droite et six à gauche en version standard) était équipé au centre d’un diaphragme caoutchouté permettant aux passagers de l’appareil d’en assurer la défense avec leurs armes individuelles. Il n’y a pas d'exemple connu d’un C-47 ayant réussi à se protéger d’une attaque aérienne grâce aux seuls fusils des fantassins se trouvant à bord. Le plancher était naturellement renforcé mais aucun dispositif embarqué de chargement n’était prévu, pas même de points d’ancrage pour un palan comme sur les C-33 et C-39. Chargement et déchargement s’effectuaient donc manuellement, la partie arrière du plancher étant relevée de façon à se trouver parallèle au sol lorsque l’avion était au parking. On retrouvait à l’arrière gauche du fuselage une double porte de chargement, mais sa conception différait sensiblement de celle des C-33/C-39. La partie arrière (1,41 × 1,791 m), pleine, s’ouvrait vers les empennages (deux types de charnières distincts furent utilisés), tandis que la partie avant (2,146 × 1,791 m) s’ouvrait vers l’aile et comprenait elle-même une porte d’accès passagers s’ouvrant vers l’intérieur.
Le C-47 fut initialement motorisé avec l’équivalent militaire du Pratt & Whitney R-1830-S1C3G Twin Wasp. Désigné R-1830-92, ce groupe était construit essentiellement par Chevrolet sur contrats de l’US Navy et développait officiellement 1 200 ch à 2 700 tr/min, bien que certains manuels militaires indiquent 1 300 ch à 2 800 tr/min. La consommation de carburant était environ 400 l/h.

## Versions
- C-47 Skytrain : Désigné DC-3A-360 par le constructeur, le C-47 fut le premier avion à sortir de la nouvelle usine Douglas de Long Beach. Le premier vol eut lieu en novembre 1941 et l’Air Force prit livraison de son premier Skytrain le 23 décembre suivant. Construit exclusivement à Long Beach, le C-47 est reconnaissable à une petite prise d’air pour le carburateur, située au-dessus de la nacelle-moteur comme sur le DC-3A. Les C-47-DL ont reçu les serials suivants : 41-7722/7866, 41-18337/18699, 41-19463/19499, 41-38564/38763, 42-5635/5704, 42-32786/32923 et 43-30628/30639, soit au total 965 appareils. 34 ont été cédés à l’US Navy comme R4D-1 et 53 livrés à la RAF qui les a baptisés Dakota Mk.I. Un certain nombre survécurent à la guerre et devinrent VC-47 à la fin des années 1940, onze étant finalement redésignés C-117C en 1953. Enfin, un exemplaire fut transformé en amphibie avec la désignation XC-47C et un autre converti en planeur de charge (XCG-17) en 1944.
- C-47A Skytrain : Portant la désignation constructeur DC-3A-456, cette version apparue en 1942 se distinguait essentiellement par le remplacement des équipements électriques en 12 volts d’origine par un équipement 24 volts. Ce fut de loin le modèle le plus produit avec un total de 5 954 exemplaires, soit pratiquement la moitié de tous les DC-3 construits aux États-Unis. La production fut répartie entre les usines de Long Beach, d’où sortirent 2 954 C-47A-DL (serials 42-23300/24419, 42-32924/32935, 42-100436/101035, 43-15033/16132 et 43-30640/30761), et Oklahoma City qui produisit 2 300 C-47A-DK (42-92024/93823, 42-108794/108993 et 43-47963/48262). 238 C-47A furent cédés à la Navy comme R4D-5, 962 transférés à la RAF comme Dakota Mk III. Il est pratiquement impossible d’établir un prix moyen, le coût d’un C-47A variant entre 14 517 dollars.
- C-47B Skytrain : Afin d’assurer le « Hump », fameux pont aérien permettant le ravitaillement des troupes chinoises depuis l’Inde à travers la chaîne himalayenne, il était nécessaire d’améliorer les performances en altitude des appareils utilisés, ce qui entraîna le développement du DC-3A-467 (désignation constructeur). Par rapport au C-47A, le C-47B était motorisé avec des R-1830-90C, dont le compresseur à deux étages permettait de maintenir en régime continu une puissance de 1 000 ch à 2 700 tr/min du niveau de la mer à 1 860 m d’altitude. Cette version du Twin Wasp était produite essentiellement par Buick, à nouveau sous contrat de la Navy, et ne fut utilisée par l’Air Force que sur les C-47B et C-117A. Ce moteur s’avérant particulièrement capricieux, dès la fin de la guerre, des performances exceptionnelles en altitude ne s’imposant plus, le compresseur fut supprimé et les C-47B furent redésignés C-47D après modification.

3 364 C-47B furent commandés mais 3 232 seulement ont été livrés à la suite des annulations de commandes à la fin de la guerre, le dernier, un C-47B-50-DK, étant livré le 23 octobre 1945. On compte donc 300 C-47B-1-DL (43-16133/16432) sortis de Long Beach et 2 932 C-47B-1 à B-50-DK (42-93159, 43-48263/49962, 44-76195/77294 et 45-876/1139) produits à Oklahoma City, dont 133 modifiés sur chaîne en TC-47B. Les serials 45-1140 à 45-2544 avaient déjà été attribués aux appareils annulés.
Le C-47B ne servit pas uniquement de cargo militaire ou de transport de troupes : 107 furent aménagés luxueusement en transport VIP chez Douglas à Omaha avec 21 de type commercial dans une cabine insonorisée équipée de toilettes, office pour production de repas chauds et plancher en contreplaqué. Trois exemplaires reçurent seulement 9 et deux couchettes du type employé sur les DST civils, en faisant des appareils particulièrement confortables. Aucune désignation particulière ne fut attribuée à ces appareils au moment de leur réception par l’Air Force. Ces variations d’équipements expliquent que le prix d’un C-47B ait pu varier de 83 543 à 101 644 U$. 147 C-47B devinrent R4D-6 après transfert à la Navy et 896 furent cédés à la RAF comme Dakota IV.
- TC-47B Skytrain : 133 C-47B ont été modifiés sur chaîne à Oklahoma City pour l’entraînement à la navigation. Ces appareils furent prélevés de façon aléatoire du c/n 25902 (43-48641) au c/n 33367 (44-77035), il n’y a donc pas de série continue, et ils étaient facilement reconnaissables aux trois astrodômes situés au-dessus du fuselage.
- XC-47C Skytrain : Constructeur reconnu de flotteurs pour hydravions, la firme Edo Aircraft Corp. de College Point, dans l'État de New York, conçut un flotteur (Model 28) permettant de transformer un appareil de la taille du DC-3 en amphibie, une roue principale se relevant derrière le redan et une roulette avant dans la pointe. Le C-47-DL 42-5671 fut mis à la disposition d’Edo pour adaptation sur le Skytrain, adaptation qui faisait passer le poids total en charge du bimoteur de 14 000 à 15 475 kg. Même si chaque flotteur permettait d’emporter 1 135 litres supplémentaires de carburant, les performances n’étaient pas très brillantes et la charge utile assez faible pour un appareil de cette taille. En outre, la prise en main était délicate, l’utilisation limitée à des plans d’eau calme et les performances au décollage si limites que l’on dut faire appel à des fusées d’assistance au décollage. L’Air Force passa commande de 150 jeux de flotteurs Edo 28, mais seuls deux appareils (42-92577 et 42-108868) apparaissent dans les archives de l’Air Force comme C-47C. Il n’y eut pas en effet de production de série, mais seulement quelques appareils modifiés dans les parcs à matériel pour une utilisation limitée en Alaska et dans le sud-ouest du Pacifique.
- C-47D Skytrain : Redésignation des C-47B par l’USAF après suppression des compresseurs des moteurs -90C à la fin de la guerre.
- VC-47 Skytrain : À la fin de la Seconde Guerre mondiale, le gouvernement américain loua un certain nombre de C-47 et C-47A, soit aux compagnies aériennes, soit à divers organismes, autorisant la modification d’avions cargo en appareils de transport de passagers. Dans ce cas, le plancher arrière de la cabine était modifié pour venir en prolongement de la partie avant, les portes cargo étaient supprimées au profit d’une classique porte de DC-3, le nombre de hublots était porté à 8 de chaque côté, une soute à bagages et un cône de fuselage arrière faisaient leur apparition. Certains de ces appareils furent restitués ultérieurement à l’Air Force, devenant VC-47 bien que plus proches des C-117 que de l’avion-cargo original. En 1953, onze de ces VC-47 furent rebaptisés C-117C, les appareils ayant subi moins de modifications conservant la désignation VC-47.
- AC-47 Spooky : durant la guerre du Viêt Nam, un certain nombre de C-47 furent modifiés en avions d'appui tactique (Gunship).

## Galerie

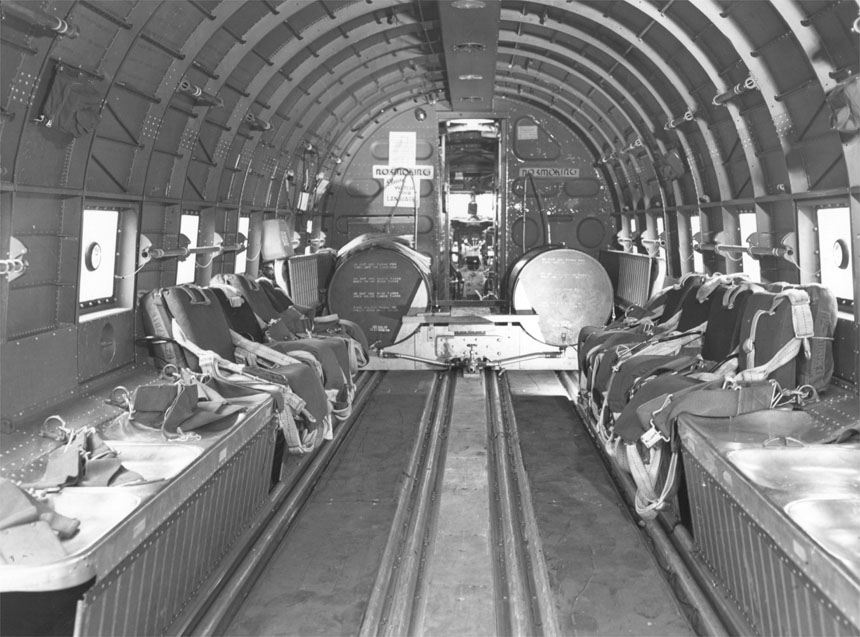
Intérieur du C-47
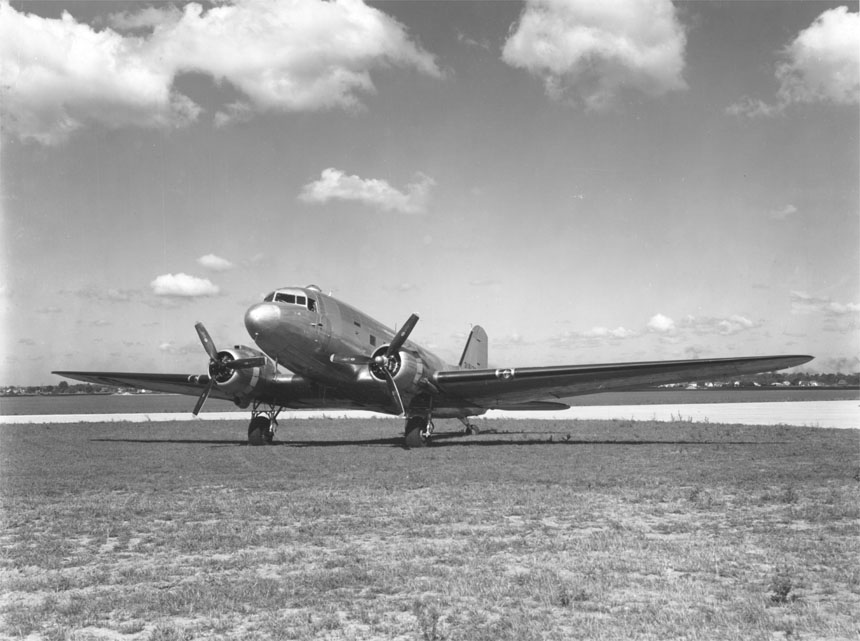
Vue extérieure
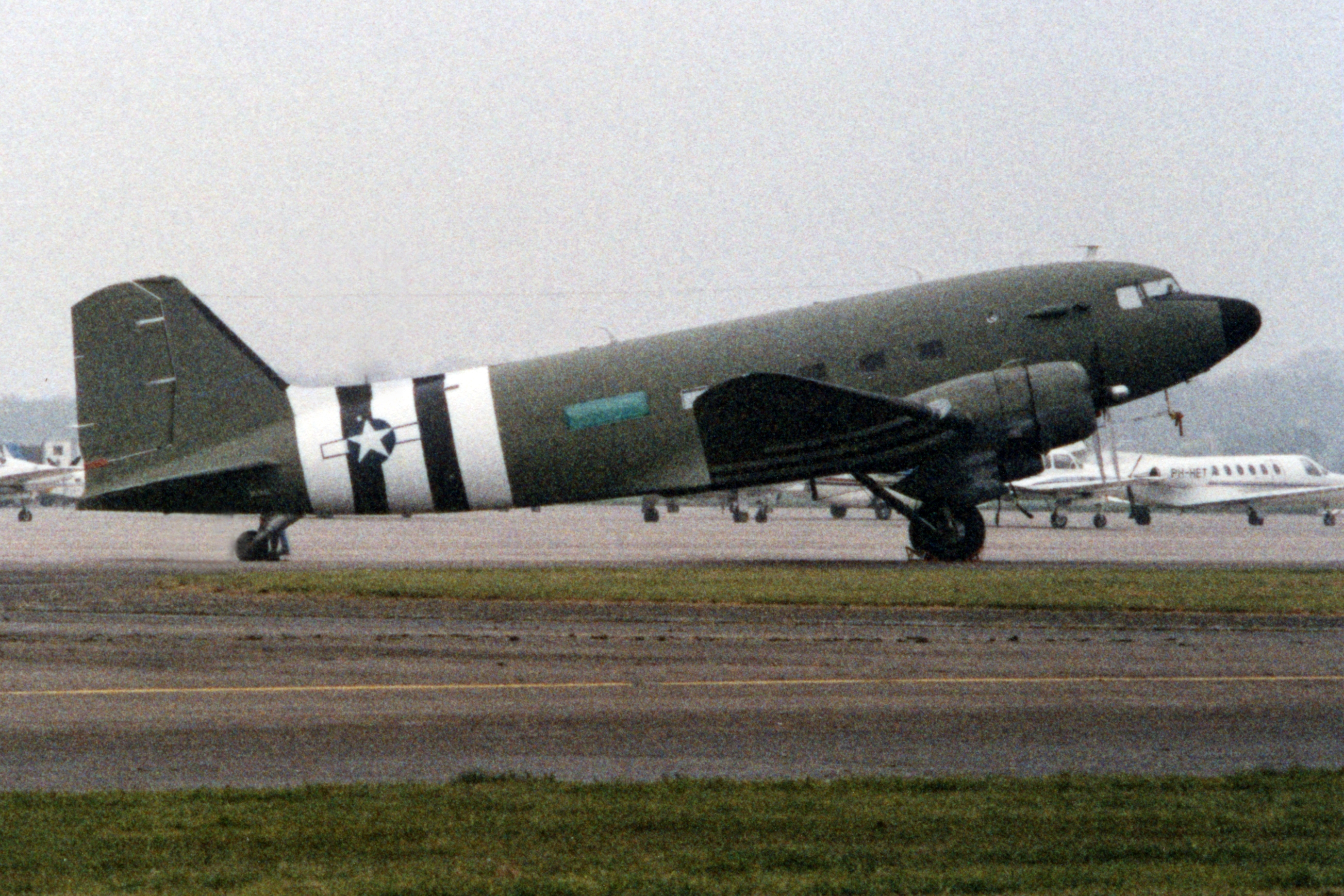
C-47 avec marquages de l'USAAF et D-DAY, Rotterdam, 1985
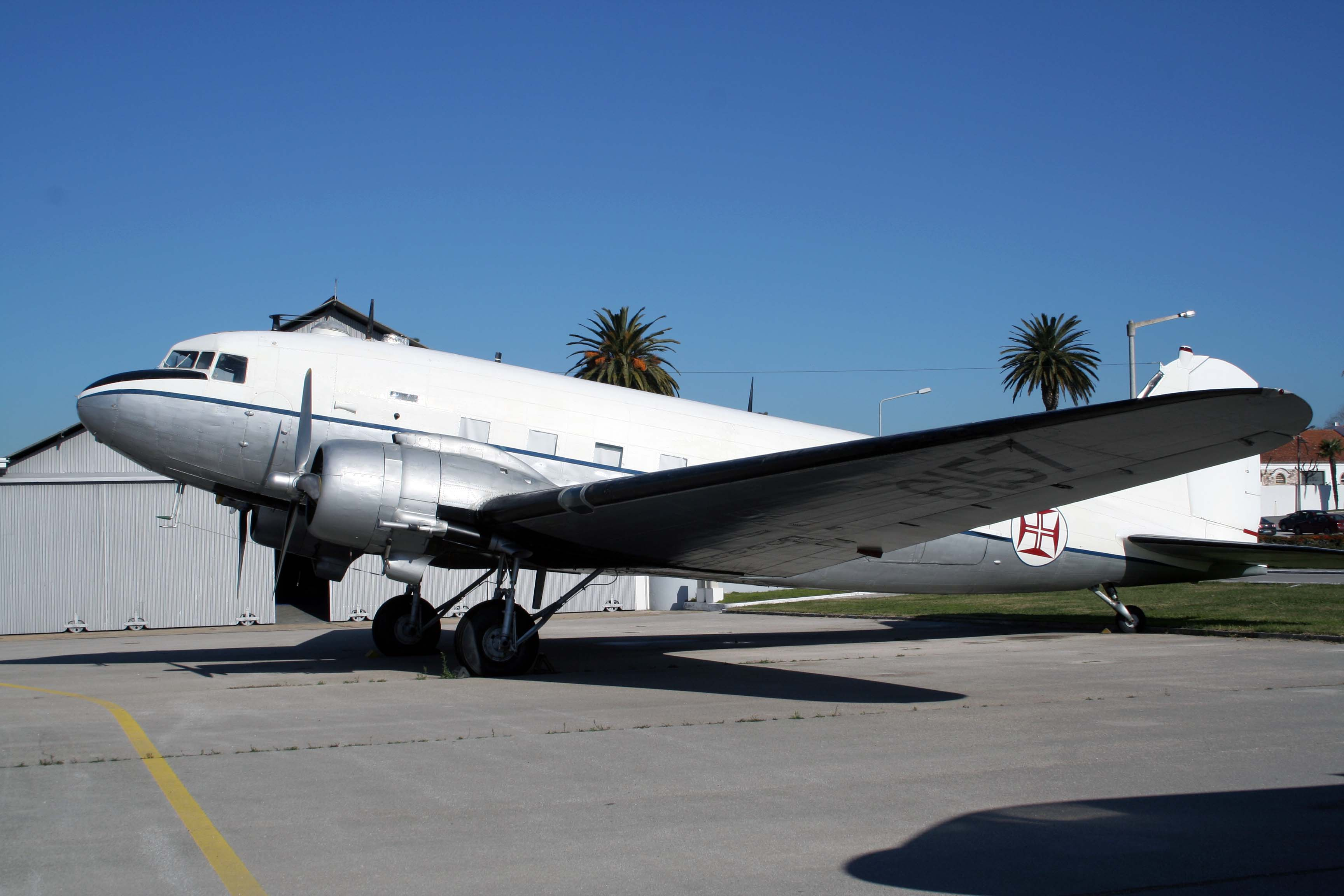
C-47A des forces aériennes portugaises
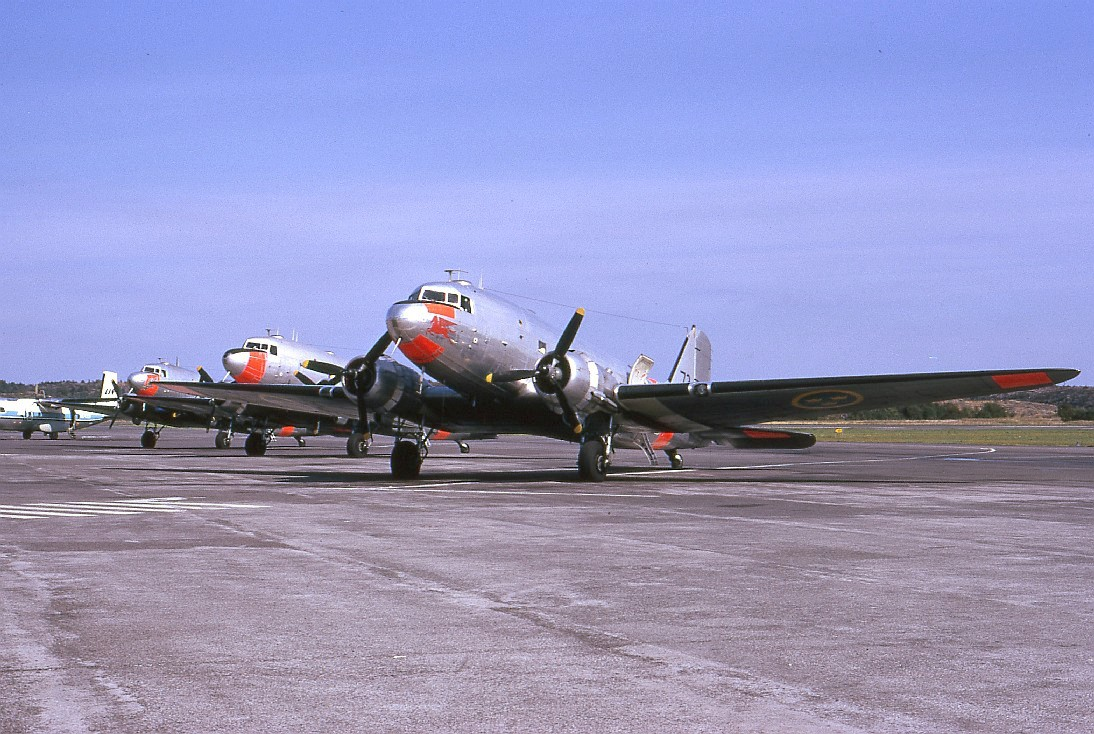
C-47A des forces aériennes de Suède
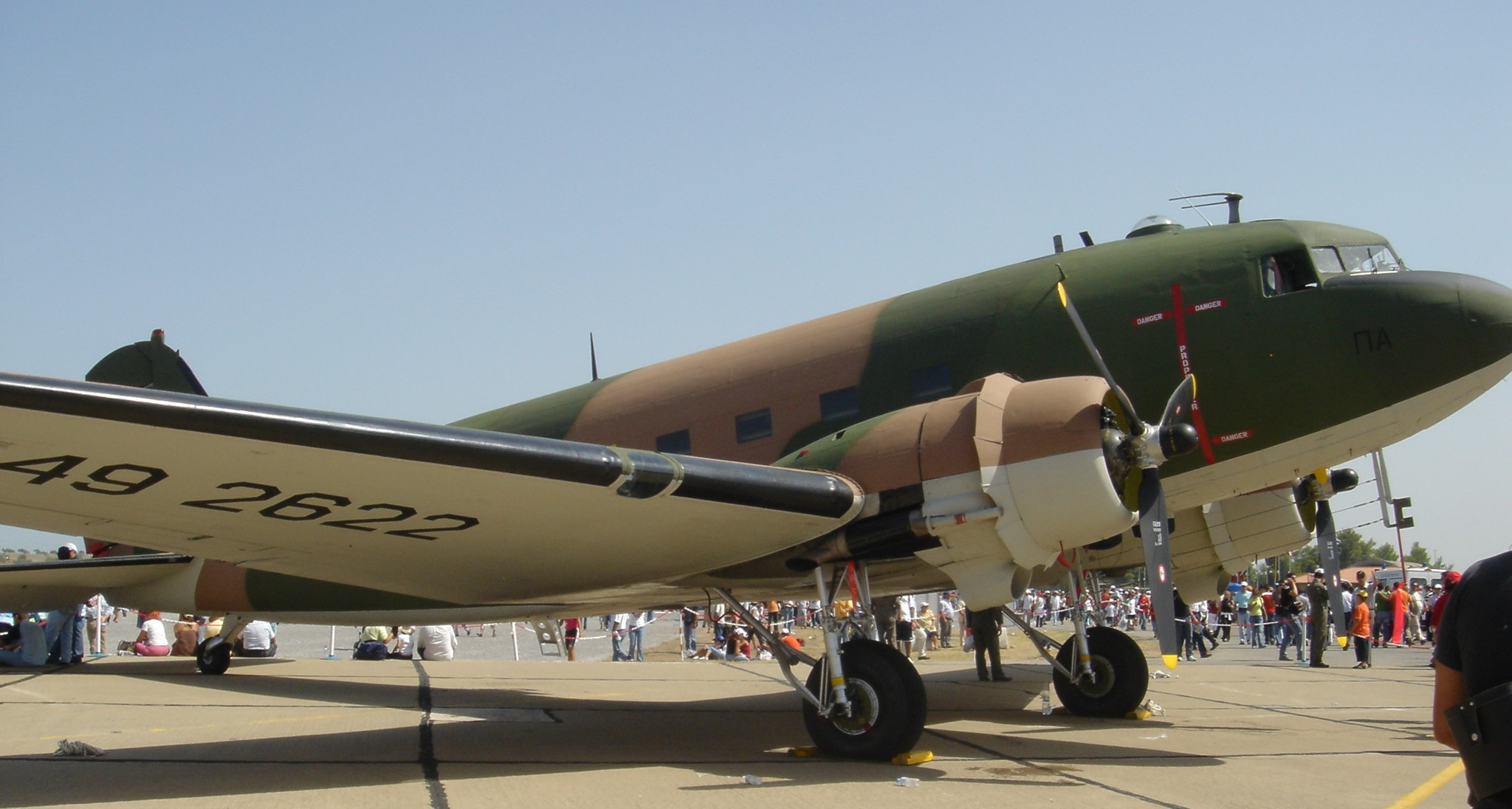
C-47 Dakota des forces aériennes grecques

## En service
Le C-47 opère sur tous les théâtres d'opération de la Seconde Guerre mondiale, aussi bien en Europe (ETO et MTO) que dans le Pacifique (POA, SOPAC et SWPA) ou encore sur le théâtre asiatique (CBI) ou américain (ATO).
Il est essentiellement utilisé pour les parachutages, le remorquage des planeurs et le transport de fret. Il est toujours très attendu par les soldats au front, car il apporte notamment le courrier et les colis, qui sont les seuls liens avec la famille et le pays.
Pendant le blocus de Berlin, les Britanniques utilisent notamment l'aéroport de Blackbushe comme base pour leurs Dakotas.

## Appareils préservés

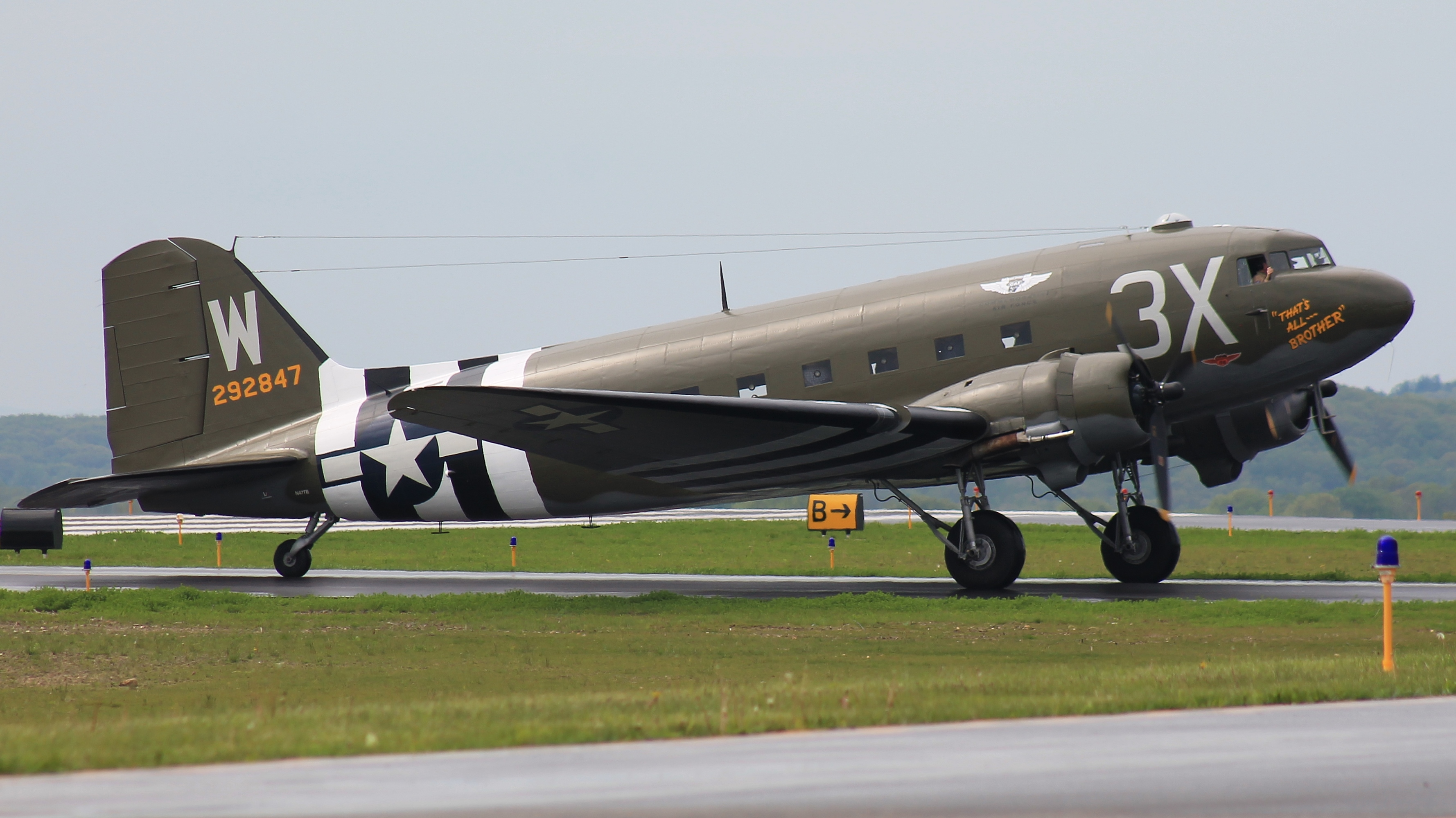
Le That's All Brother à l'aérodrome d'Oxford dans le Connecticut en mai 2019

L'appareil baptisé That's All Brother était en tête de la première vague de parachutage de troupes alliées (opération Albany) qui décolla de Grande-Bretagne à 23 h 30 le 5 juin 1944, pour engager la bataille de Normandie aux premières heures du 6 juin. Restauré en 2018, il a été remis dans son état d'origine. Son nom est un message à Hitler et peut se traduire par "C'est fini mon gars".